# Каримова, Эъзозхон Гапиржановна
Эъзозхон Гапиржановна Каримова (узб. E’zozxon Gapirjanovna Karimova; род. в 1973 году, Наманганский район, Узбекская ССР, СССР) — узбекский государственный деятель. Министр дошкольного и школьного образования с 31 июля 2025 года. Ректор Ташкентского государственного педагогического университета имени Низами.

## Биография
Родилась в 1973 году в Наманганском районе. Окончила с отличием среднюю школу имени Хамида Алимджана. С 1990 по 1996 годы училась в Ташкентском государственном университете на факультете философии. Продолжила обучение в аспирантуре университета. В 2003 году защитила кандидатскую диссертацию в Институте философии имени Ибрагима Муминова Академии наук Узбекистана по специальности «социальная психология и социология» на соискание учёной степени кандидата социологических наук. В 2005 году училась в Академии государственного и общественного строительства при президенте Узбекистана.. 
С 1990 по 1991 годы работала директором средней школы №28, с 1991 по 1992 годы — учителем истории и обществознания в школе №30, с 1992 по 1994 годы — учителем истории и обществознания в школе №35, с 1994 по 1995 годы — директором детско-юношеской спортивной школы №29 Касансайского района. С 1995 по 1996 годы — старшим лаборантом кафедры философии Ташкентского государственного университета. С 1996 по 2001 годы преподавала в Ташкентском кинотехникуме имени Наби Ганиева. 
С 2001 по 2004 годы — ассистент кафедры философии, с 2004 по 2009 годы — заведующая кафедрой духовности и просвещения; философии Ташкентского университета информационных технологий. С 2009 по 2010 годы — заведующая кафедрами «Теория и практика построения демократического общества в Узбекистане и общественных наук» Государственного института искусств Узбекистана и кафедрой «Духовно-нравственное воспитание» Ташкентского университета информационных технологий. С 2010 по 2011 годы - начальник методического центра и и. о. проректора по духовно-нравственному воспитанию, с 2011 по 2021 годы — заведующая кафедрой работы с молодежью, духовности и просветительства Ташкентского университета информационных технологий.
В 2021 году возглавляла отдел духовно-просветительского воспитания и психологической поддержки учащихся Агентства по развитию президентских, творческих и специализированных школ при Министерстве образования Узбекистана. С 2021 по 2023 годы — советник директора образовательных учреждений президента Узбекистана по вопросам повышения эффективности духовной работы и обеспечения соблюдения законодательства о государственном языке. С 2023 по 2024 годы — проректор по работе с молодёжью и духовно-просветительской работе Университета «Новый Узбекистан». В 2024 году работала советником директора Агентства специализированных образовательных учреждений.
7 мая 2025 года была назначена заместителем министра дошкольного и школьного образования Узбекистана и одновременно ректором Ташкентского государственного педагогического университета имени Низами. 31 июля 2025 года возглавила Министерство дошкольного и школьного образования Узбекистана.
Является автором более 40 научных статей, учебника и монографии.